# Літник (житло)

Негідальський літній будиночок

Літник — у давнину і в деяких народів до сьогодні — невеликий (на одну сім'ю) сезонний будиночок з кори дерева під двосхилим дахом.
Наприклад, був поширений у негідальців — малочисельної (під загрозою вимирання) тунгусо-маньчжурської народності Приамур'я (Росія).

## Джерело
- Про негідальців на Сайті з підтримки прав корінних народів Сибіру, проект Новосибірського державного університету (рос.)